# Altaj (bjergkæde)
 For alternative betydninger, se Altaj. (Se også artikler, som begynder med Altaj)
Altaj (russisk: Алтайские Горы; tr. Altajskije Gory) er en bjergkæde i Sibirien på grænsen mellem Rusland, Mongoliet og Kina.
De højeste toppe er Chujten, 4.653 m, og Belukha, også kendt som Su Meru (Mount Meru), 4.506 m. Bjergkæden rummer store gletsjere, og de russiske floder Ob, Jenisej og Irtysj har deres udspring her.
Kæden indeholder desuden store mineralforekomster som guld, sølv, kobber, bly og jern.
I 1998 blev dele af bjergkædens russiske del, De Gyldne Bjerge, optaget på UNESCO's Verdensarvsliste.
Altaj ligner på mange måder Schweiz med sine blågrønne forbjerge i nord, alpine fjeldmassiver med sne på toppene længere sydpå, og store gletsjere i dalene. Området rummer utroligt smukke landskaber og er derfor i dag mål for en intensiv turisme. 
I skove og floddale finder man desuden mange vildformer af de vækster, som vi i dag har i vore haver, som solbær, stikkelsbær og pæon. I omkring 2.000 meters højde vokser vilde hvidløg og purløg frodigt på sæterne. Planten maralrod kan også findes i bjergene. 
Området i nord, omkring Katunfloden, har i de seneste århundreder været intensivt opdyrket af russiske bønder, som omkring år 1700 flygtede fra det egentlige Rusland, hvor de blev forfulgt på grund af deres religion. Befolkningen er den dag i dag såkaldte "gammeltroende".
Altaj spiller med sine Gyldne Bjerge en central rolle  inden for de store religioner.[kilde mangler] Belukha regnes som verdens helligste bjerg.